# Liste des barrages d'Alsace
Pour les articles homonymes, voir Alsace (homonymie).
Dix grandes centrales hydroélectriques sont installées sur le Grand canal d'Alsace puis le cours principal du Rhin, le long de la frontière franco-allemande. L'énergie du fleuve est ainsi exploitée sur une hauteur de chute de 130 mètres, sur une longueur de 185 km. Construites entre 1932 et 1974, l'ensemble des centrales represente une puissance installée de 1 400 MW.
La production électrique cumulée des dix centrales s'élève à 8 TWh/an, soit 20 % de la production hydroélectrique française, ou l'équivalent des deux tiers de la consommation électrique alsacienne.
Liste des barrages hydroélectriques d'Alsace sur le Rhin.
- Kembs : créé en 1932, puissance installée 160 MW.
- Ottmarsheim : créé en 1952, puissance installée 160 MW.
- Fessenheim : créé en 1956, puissance installée 180 MW.
- Vogelgrun : créé en 1959, puissance installée 140 MW.
- Brisach : micro-centrale mise en service en 2008
- Marckolsheim : créé en 1961.
- Rhinau : créé en 1963.
- Gerstheim : créé en 1967.
- Strasbourg : créé en 1970
- Gambsheim, puissance installée 96 MW.
- Iffezheim (Ville situé du côté allemand du fleuve), puissance installée 148 MW.

La France et l'Allemagne se partagent l'électricité produite à Gambsheim et Iffezheim. En pratique, l'électricité produite à Gambsheim est injectée dans le réseau français, et celle produite à Iffezheim est injectée dans le réseau allemand.
Liste de barrages d'Alsace qui ne sont pas sur le Rhin.
- Lac de Kruth Wildenstein
- Barrage d'Alfeld sur le Lac d'Alfeld dans le Haut-Rhin.
- Barrage du Lac Noir sur le Lac Noir dans le Haut-Rhin.
- Barrage de Michelbach sur la Doller à Michelbach dans le Haut-Rhin.
- Barrage Vauban sur l'Ill à Strasbourg dans le Bas-Rhin. Ce barrage n'est plus en fonction aujourd'hui. Il avait une fonction défensive. Il permettait par un système de vannes de provoquer une montée des eaux fatale à l'ennemi.